# Casa de Poniatowski
Poniatowski (plural: Poniatowscy) es una prominente familia polaca que formó parte de la nobleza de Polonia. Un miembro de esta familia, Stanisław Poniatowski, fue elegido como Rey de Polonia y reinó desde 1764 hasta su abdicación en 1795. Dado que los adjetivos polacos tienen diferentes formas para los géneros, Poniatowska es el nombre equivalente para un miembro femenino de esta familia.

## Historia
La familia Poniatowski se hizo más prominente a fines del siglo XVIII y XIX. En tres generaciones, la familia ascendió del rango de la nobleza al de senador y luego a la realeza (en una monarquía electiva).
La primera información sobre la familia se remonta a finales del siglo XV, cuando aparecieron en Poniatowa, a unos 40 km al oeste de Lublin en aproximadamente 1446. Su apellido se deriva de ese nombre de lugar. Poniatowa fue la residencia de varias ramas de la familia Poniatowski: Tłuk, Jarasz y Ciołek. El 7 de septiembre de 1764, en Wola, el miembro más famoso de la familia, Stanisław Poniatowski, fue elegido rey de Polonia y gran duque de Lituania. En el mismo año, la Elección real en Polonia otorgó a la familia Poniatowski el título de Príncipe de Polonia. Hoy en día, todavía hay Poniatowscy viviendo en Polonia, Francia, México, Italia, Rusia, Estados Unidos, Alemania y otros países del mundo.

## Miembros
Entre los miembros más conocidos están:
- Stanisław Poniatowski (1676–1762), Podstoli, Tesorero, General, Regimentarz
- Kazimierz Poniatowski (1721–1800), General, Gran Podkomorzy
- Ludwika Maria Poniatowska (1728–1781), se casó con Jan Jakub Zamoyski
- Izabella Poniatowska (1730–1801), se casó con Jan Klemens Branicki
- Stanisław August Poniatowski (1732–1798), rey de Polonia, reinó como Stanisław II agosto
- Andrzej Poniatowski (1735–1773), general, mariscal de Austria
- Michał Jerzy Poniatowski (1736–1794), Primado de Polonia
- Konstancja Poniatowska (1759–1830), se casó con Ludwik Tyszkiewicz
- Józef Antoni Poniatowski (1763–1813), general, mariscal de Francia
- Stanisław Poniatowski (1754–1833), Duque, Gran Tesorero
- Jozef Michal Poniatowski (1814–1873), plenipotenciario toscano, senador francés, compositor y cantante
- Michel Poniatowski (1922-2002), político francés.
- Elena Poniatowska (n. 1932), periodista mexicana, autora y profesora.
- Ladislas Poniatowski (b.1946), político francés
- Axel Poniatowski (n. 1951), político francés

## Escudos
La familia Poniatowwski utilizó los escudos de la familia Ciołek

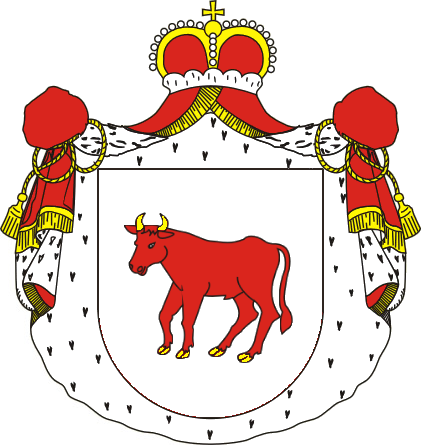
Escudo de los Príncipes Poniatowski desde 1764
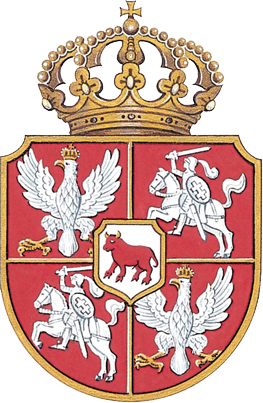
Escudo de el rey Estanislao II Poniatowski
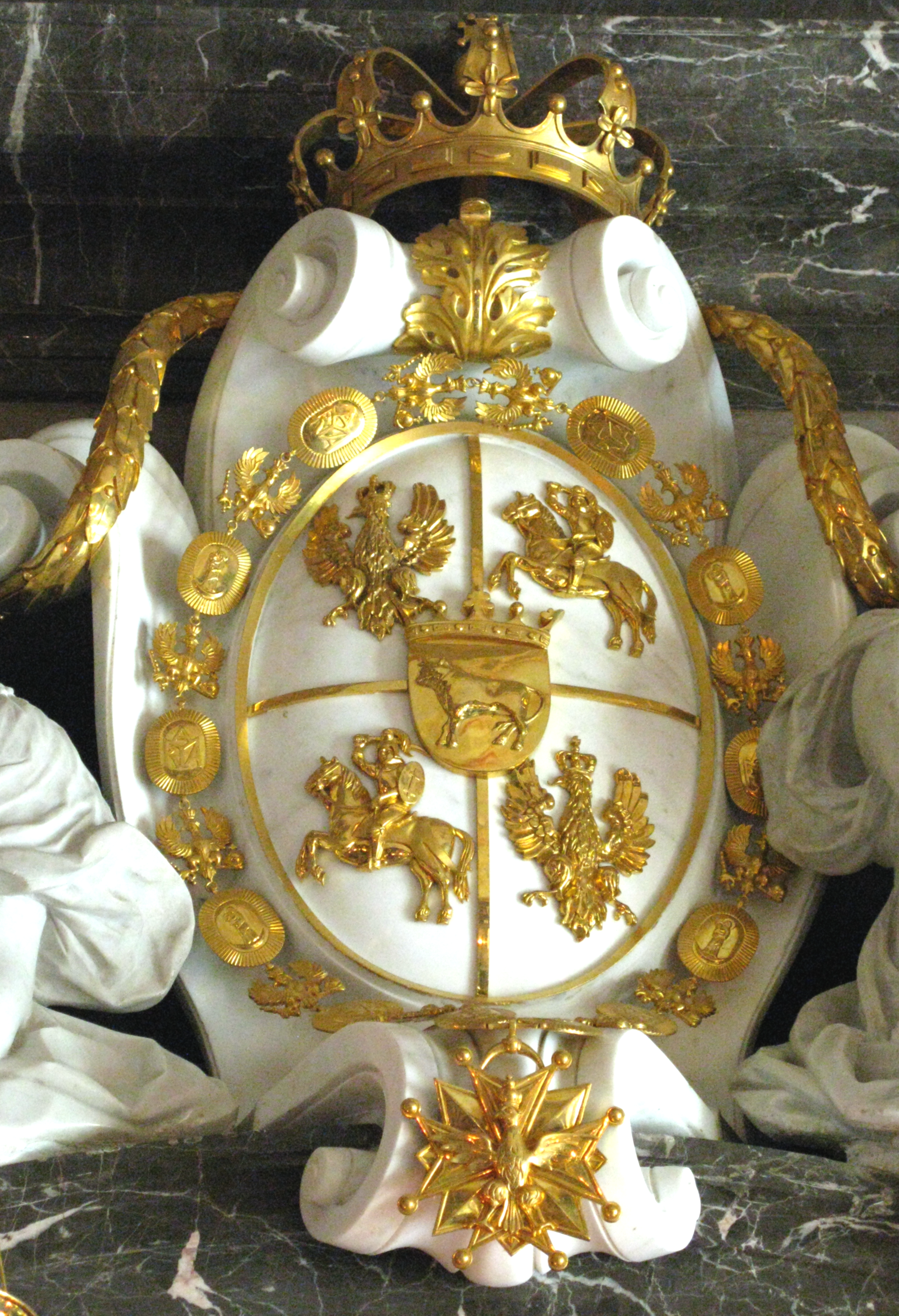
Escudo de armas de Estanislao II Poniatowski con collana de la Orden del Águila Blanca